# 弗雷謝爾斯
弗雷謝爾斯是瑞士的城鎮，位於該國西部，由弗里堡州負責管轄，面積3.14平方公里，海拔高度457米，2011年人口493，七成人口信奉基督教，人口密度每平方公里157人。

## 外部連結
- Official website （页面存档备份，存于） （德文）